# Tetreuaresta guttata
Tetreuaresta guttata es una especie de insecto del género Tetreuaresta de la familia Tephritidae del orden Diptera.

## Historia
Macquart la describió científicamente por primera vez en el año 1846.